# ألكسندر إنجل
ألكسندر إنجل (بالألمانية: Alexander Engel) (و. 1902 – 1968 م) هو ممثل مسرحي، وممثل أفلام ألماني، ولد في برلين، توفي في ساربروكن، عن عمر يناهز 66 عاماً.

## وصلات خارجية
- ألكسندر إنجل على موقع IMDb (الإنجليزية)
- ألكسندر إنجل على موقع ألو سيني (الفرنسية)
- ألكسندر إنجل على موقع أول موفي (الإنجليزية)
- ألكسندر إنجل على موقع قاعدة بيانات الأفلام السويدية (السويدية)
- ألكسندر إنجل على موقع قاعدة بيانات الفيلم (الإنجليزية)
- ألكسندر إنجل على موقع كينوبويسك (الروسية)